# Диего, Херардо
Херардо Диего Сендойя (исп. Gerardo Diego Cendoya, 1896—1987) — испанский поэт и писатель, представитель так называемомого «Поколения 27 года».

## Биография
Родился в Сантандере, окончил университет Деусто в Бильбао, где изучал философию и литературу, после чего получил докторскую степень в Мадриде и с 1920 года преподавал испанский язык и литературу в Сории, Хихоне, Сантандере и Мадриде. Диего был не только поэтом, но и музыкантом, особенно любил игру на фортепиано. Хотя он не стал известным исполнителем, но успешно выступал в качестве литературного и музыкального критика и колумниста в нескольких газетах. В университете Диего познакомился с начинающим поэтом Хуаном Ларреа, который стал другом и единомышленником Диего. В Сантандере Диего руководил двумя основными литературными журналами «Поколения 27 года» — Lola и Carmen. Он был одним из главных представителей испанского поэтического авангарда, в частности, таких его направлений, как ультраизм и креационизм. Диего подготовил две версии знаменитой антологии «Испанская поэзия, 1915—1931», вышедшей в 1932 году, которая принесла известность многим представителям «Поколения 27-го года». В 1925 году Диего получил Национальную поэтическую премию.
В 1934 году Диего женился, а в 1935 году возглавил кафедру в институте Сантандера. Начало гражданской войны застало его в отпуске в Лор-Сантарае (Франция). В отличие от многих своих коллег, Херардо Диего встал на сторону мятежников. После окончания гражданской войны перешёл на работу в институт Беатрис Галиндо в Мадриде, где проработал до выхода на пенсию. Во время гражданской войны и Второй мировой войны Диего сочинил ряд стихотворений в поддержку франкистов, включая фалангистов Голубой дивизии.
С 1947 года Диего был членом Королевской академии испанского языка. В 1956 году удостоен национальной премии «Хосе Антонио Примо де Ривера» за книгу «Пейзаж с фигурами» (исп. Paisaje con figuras). В 1979 году удостоен премии Сервантеса — единственный случай, когда этой премией наградили одновременно двух человек (другим награжденным был аргентинец Хорхе Луис Борхес).
Умер в 1987 году в Мадриде в возрасте 90 лет.

## Творчество
Диего был ярким представителем «Поколения 27 года», эстетика творчества которого характеризуется поиском баланса между авангардом и традицией, интеллектуальным и эмоциональным, индивидуальным и коллективным. Представители «Поколения 27 года» особенно интересовались вопросами, связанными с существованием человека и народными корнями. Творчество Диего оказало значительное влияние на других испанских поэтов; среди последователей Диего выделяется поэтесса Матилде Камю (1919—2012), одна из студенток поэта в Институте Санта-Клара в Сантандере. В 1969 году Диего прислал своё стихотворение «Canción de corro» в качестве вступления к первой книге стихов Матилде Камю «Voces», которая была представлена в Атенеуме науки, литературы и искусства в Мадриде. Ожидается, что его переписка с Матилде Камю будет опубликована.
Традиционная поэзия Диего включает в себя стихи традиционного жанра на самые разнообразные темы: пейзаж, религия, музыка, коррида, любовь и т. д. Самые известные его стихотворения — сонет «Кипарис в монастыре Силос», «Бессонница», «Романс реки Дуэро» и другие.
Склонность Диего к авангардизму ярко проявилась в его произведениях, лежащих в русле креационизма, для которых характерно отсутствие знаков препинания, нестандартное расположение строк, необычные темы и образы.